# مارلي دياز
مارلي دياز (بالإنجليزية: Marley Dias)‏ هي كاتبة للأطفال أمريكية، ولدت في 3 يناير 2005 في فيلادلفيا في الولايات المتحدة.